# ソフトボール天国
『ソフトボール天国』（ソフトボールてんごく）とは、1989年10月27日にトンキンハウスより発売されたファミリーコンピュータ用のソフトボールゲームである。

## 概要
基本的なシステムはファミスタシリーズなどの野球ゲームと共通であるが、デフォルトされたチームを選択するのではなく、60名の選手（動物や妖怪などもいる。後述。）の中から10名を選択してオリジナルのチームを作り、優勝を目指す。選択しなかった50名は敵5チームに振り分けられる。各キャラクターには打力・走力・守備力・体力などの能力が個別に設定されている。特殊能力を持つ選手もいる。取扱説明書には各キャラクターの特徴などがある程度書かれているものの、数値化された具体的な能力はゲーム上では表示されず、実際にキャラクターを選択し、試合で起用していく中で能力を把握していくことになる。敵5チームを倒すと、ラストボスで「あまぞねす」（10名の女性著名人で構成されたチーム。走攻守全てにおいて、非常に高い能力を持っている）と呼ばれるチームと対戦し、これを倒せばエンディングとなる。
球場も5種類の中から選択することができ、それぞれの球場で異なるルールが存在する。

## 球場
全部で6球場（うちラストボスのあまぞねす戦に登場する、隠し球場が1つあり）ある。
あきち
6球場中最も狭く、ホームランが出やすい。
ホームランラインを越えればホームランだが、落ちるまでに野手が取ればアウト。
外野に草むらがあり、移動力が激減する。また大きな岩もあり、送球の妨げになる。
こうえん
6球場中2番目に狭く、ホームランが出やすい。
3塁側に大きな池があり、池まで打球を捕りにいくことができるのは特殊能力で泳ぐことのできる選手のみ。
がんぺき
レフトからセンターにかけて、大きな岸壁がある。
レフト側に草むら、ライト側に砂地があり、移動力が激減する。
ゴロが海に落ちるとエンタイトルツーベース。
がっこう
あきちと同じくラインをこえても、フライでキャッチすればアウト。
ラインを越えてもエンタイトルツーベースにはならず、ランナーは自由に走ることができる。
窓を割るとバッターはアウトだがタッチアップとはならず、ランナーは走ることができる。
みなみのしま
2番目に広い球場。特に障害物はなく、対人戦で使用しやすい。
フェンスがある。
あまぞねす球場
1番広い球場。この球場のみボス（あまぞねす）戦で登場し、プレイヤー側は選択できない。
みなみのしまと同じく、フェンスがある。
観客数が多く、人気者と評されている選手（げんじ、ひかる、ゆうゆう）の能力が上昇する。

## 選手
プレイヤーが選択可能な選手が60名いる。選手は人間（芸能人含む）だけでなく、動物や妖怪、漫画や映画上での人物も登場する。尚、ボス戦である「あまぞねす」に10名の女性選手がいるが、プレイヤーは選択不可（裏技を使う事によって、選択が可能）。
選手には、巧打・長打・走力・肩力・失策・体力・球速・変化球（右変化、左変化）の9つのパラメータがあり、レベルの高い順にS~Fの7段階（失策除く）のランク付けがなされている（あまぞねすチームは不明）。また選手の横に付いている括弧内の人物・動物・妖怪名は、元ネタとなった人物・動物・妖怪名である。
9つのパラメータが7段階でランク付けされている仕様は当時のファミコンとしては異例といえるほどデータが詳細なものであった。

### 人間（芸能人含む）
あかしお（朝潮太郎）
右投右打。迫力のある顔が特徴。確実性はないが、一発長打が期待できる。タッチや本塁突入時に一定の確率で、野手や捕手を突き飛ばしてセーフにすることが出来る。体力F、球速E、左変化E、右変化E、トルネード投法、つちのこバット使用。
あぽー（ジャイアント馬場）
右投右打。鈍足だが、ここ一番での強打が売物。体力F、球速B、左変化B、右変化C、トルネード投法。
あんとん（アントニオ猪木）
右投右打。腕をぐるぐる回して投げる。
かあるいす（カール・ルイス）
左投左打。全メンバー中No.1の俊足。打は非力だが足を生かしたセーフティーバントが得意。走力S、球速D、左変化C、右変化D、腕をぐるぐる回して投げる。つちのこバット使用。
がんこ
右投右打。頑固親父風の風貌。平均的な能力だが、チャンスに強い。体力E、球速D、左変化D、右変化D、トルネード投法。
げんじ（諸星和己〈光GENJI〉）
右投両打。人気者であり、あまぞねす球場でのみ能力（巧打・長打）が上昇する。球速C、左変化A、右変化D。
こうじまん
右投右打。工事作業員の風貌。広角打法が売りで、長打力に優れる。長打B、肩力E、体力C、球速C、左変化D、右変化C、工事作業員らしくつるはしを使用。
さんまんま（明石家さんま）
右投右打。俊足を生かせば大きな戦力となる。腕をぐるぐる回して投げる。
しゅわるつ（アーノルド・シュワルツェネッガー）
左投左打。どちらかというと投手向きの選手。打力と守備も平均以上。体力S。つちのこバット使用。
すのーまん（スノーマン）
右投両打。大きな変化球があり、抑えのエースにピッタリ。代打としても適任。つちのこバット使用。
だいち（鈴木大地）
左投左打。バサロ泳法仕込みの腕の振りで打者を翻弄する好投手。体力C、球速B、左変化C、右変化C、トルネード投法。
たけちゃん（ビートたけし）
右投右打。器用でオールマイティな選手。肩力C。トルネード投法。
ちびっこ
右投両打。男の子。まだ小学生だが、堅実な守りを見せる。粘り強い打撃も定評がある。球速C、左変化C、右変化C、トルネード投法。
ちよのうるふ（千代の富士貢）
左投左打。一級品の打力、強烈なブロックでチームの大黒柱となりうる逸材。タッチや本塁突入時に一定の確率で、野手や捕手を突き飛ばしてセーフにすることが出来る。体力F、球速D、左変化C、右変化D、つちのこバット使用。
にんじゃあ
左投左打。忍者。確実性のある打撃と、メンバー屈指の俊足を持つ。走力S、球速D、左変化D、右変化D。
ひかる（大沢樹生〈光GENJI〉）
右投両打。人気者であり、あまぞねす球場でのみ能力（巧打・長打）が上昇する。球速C、左変化A、右変化D。
へびめた
左投左打。ヘヴィメタルのミュージシャンの風貌。豪快なバッティングが売物。投手能力も合格点。体力D、球速C、左変化B、右変化D、トルネード投法。
まいたいそん（マイク・タイソン）
右投右打。強肩強打の野手。巧打A、長打S、走力B、肩力A、失策あり。つちのこバット使用。
もりた（タモリ）
右投右打。大きな変化球を持つ投手。体力F、球速E、左変化S、右変化S。
やっちゃん
右投右打。ヤクザの風貌。タッチや本塁突入時に一定の確率で、野手や捕手を突き飛ばしてセーフにすることが出来る。走力D、体力E、球速C、左変化C、右変化B、腕をぐるぐる回して投げる。
ろっきい（ロッキー・バルボア〈ロッキー〉）
右投右打。マウンド上で竜巻を起こしながら、豪速球を投げる。体力F、球速S、トルネード投法。

### 動物
うっほっほ（ゴリラ）
右投右打。強肩で一発もあるユーティリティプレイヤー。肩力S、球速S、失策あり、腕をぐるぐる回して投げる、つちのこバット使用。
うるふまん（オオカミ）
右投右打。昼（ゲーム上のイニングでは1～5回に相当する）は短打型、夜（ゲーム上のイニングでは6～7回〈最終回〉に相当する）は一発屋になる。球速E、左変化E、右変化F、腕をぐるぐる回して投げる、つちのこバット使用。
えれふぁん（ゾウ）
右投右打。捕手が適性。一発屋。肩力A、体力C、失策あり。つちのこバット使用。
かばとっと（カバ）
右投右打。投手としてはトップレベル。エース候補。体力A、球速A、左変化B、右変化B、トルネード投法。つちのこバット使用。
かんがーる（カンガルー）
左投左打。俊足でピョンピョン飛び跳ねながら、塁を駆ける。体力F、球速D、左変化B、右変化E。
ぐえっちょ（アヒル）
右投右打。相手が油断しているとよく打つ不思議な選手。左変化E、右変化F。
くまぷう（クマ）
左投左打。捕手としての起用が吉。ブロックが強烈で、タッチや本塁突入時に高い確率で、野手や捕手を突き飛ばしてセーフにすることが出来る。球速D、左変化D、右変化F。つちのこバット使用。
げろげろ（カエル）
左投左打。走ったり守ったりする時、ピョンピョン跳ねる。体力D、球速C、左変化C、右変化C、腕をぐるぐる回して投げる。
こあらん（コアラ）
右投右打。薄明薄暮性の動物らしく、夜になると能力を発揮する。体力F、球速D、左変化B、右変化C。
こけこっこ（ニワトリ）
右投右打。華麗な守備を誇る器用な選手。Bボタンを押すとハイジャンプする。走力A、体力F、球速C、左変化C、右変化D。
こんこん（キツネ）
左投左打。バランスの取れている選手で、特に軟投派の投手として重宝する。球速C、左変化D、右変化C、トルネード投法。
たかちゃん（鷹）
左投左打。攻守走にトップクラスの実力をもつ。投手以外ならなんでもOK。Bボタンを押すと、飛行することが出来る（飛行中にAボタンを押すと解除）。巧打S、球速E、左変化F、右変化F。
たま（ネコ）
左投左打。バランスの取れた選手。Bボタンを押すとハイジャンプするため、守備の際、玉際に強い。体力D、球速D、左変化B、右変化B、腕をぐるぐる回して投げる。
ちゅーた（ネズミ）
左投左打。守備専門の選手。走力B、体力F、球速C、左変化C、右変化E。
ちんぱん（チンパンジー）
左投左打。俊足でフェンスに唯一よじ登る事が出来る選手（フェンス内での移動は不可）。体力D、球速C、左変化E、右変化C。
とらきち（トラ）
右投右打。攻守ともにトップレベル。ワンポイントリリーフとしても使える。つちのこバット使用。
とんぺい（ブタ）
右投右打。代打向きの選手。タッチや本塁突入時に一定の確率で、野手や捕手を突き飛ばしてセーフにすることが出来る。つちのこバット使用。
ぴょんた（ウサギ）
左投左打。俊足・巧打・好守の選手。1，2番で使用するのが良い。体力F、球速D、左変化E、右変化C、腕をぐるぐる回して投げる。
ぽち（イヌ）
右投右打。オールマイティの選手。草むらで減速せずに移動できるため、あきちやがんぺきグランドでは必要な選手。球速B、左変化C、右変化C。
ぽんた（タヌキ）
左投両打。夜になると、ぽんた以外の59選手にランダムに変身する。腕をぐるぐる回して投げる。
もうもう（ウシ）
右投右打。鈍足のため投手向きだが、代打としての起用もあり。走力F、体力C、球速C、左変化D、右変化C。つちのこバット使用。
もぐりん（モグラ）
左投左打。日光に弱いのでサングラスを愛用。砂地で減速せず移動できるため、がんぺきグラウンドで貴重な選手。
ゆうゆう（悠悠〈ジャイアントパンダ〉）
右投両打。人気者であり、あまぞねす球場でのみ能力（巧打・長打）が上昇する。左変化F、右変化C。つちのこバット使用。
らすかる（ラスカル〈あらいぐまラスカル〉）
右投右打。水面で泳ぐ事が出来るため、こうえんグラウンドで重宝する。走力D、体力E、球速B、左変化D、右変化D、腕をぐるぐる回して投げる。
らっこっこ（ラッコ）
左投左打。水面で泳ぐ事が出来るため、こうえんグラウンドで重宝する。体力D、球速C、左変化C、右変化E。
れおれお（ライオン）
左投左打。高い打撃力を持つため、クリーンナップに向く。巧打B、長打A、走力D、肩力D、体力F、球速D、左変化C、右変化E、トルネード投法。つちのこバット使用。
わにすけ（ワニ）
右投右打。守備は下手だが、意外性のある打撃をする。走力F、体力E、球速E、左変化F、右変化F。

### 妖怪
あかおに（赤鬼）
右投右打。長打力はトップクラス。巧打F、長打A、走力F、肩力E、失策あり、腕をぐるぐる回して投げる。鬼らしく棍棒を使用。
いったんめん（一反木綿〈ゲゲゲの鬼太郎〉）右投右打。打撃は全くの非力だが、守備はそこそこ。Bボタンを押すと飛行できる（Aボタンを押すと解除）。肩力B、体力F、球速D、左変化E、右変化F、トルネード投法。
かっぱらい（河童）
左投左打。打撃は一級品で、クリーンナップを任せよう。体力E、球速D、左変化D、右変化E、トルネード投法。
ぎょじん（半魚人）
右投右打。攻守にバランスの取れた好プレイヤー。水面を泳ぐ事が出来るため、こうえんグラウンドで能力を発揮する。走力E、体力F、球速D、左変化E、右変化D。
こなきじい（子泣き爺〈ゲゲゲの鬼太郎〉）
左投左打。鈍足だが、打撃力は高い。体力D、球速D、左変化C、右変化D。
てけてんぐ（天狗）右投右打。打撃は全くの非力だが、守備はトップレベル。Bボタンを押すと飛行できる（Aボタンを押すと解除）。走力B、球速E、左変化E、右変化E、マウンド上で竜巻を起こしながら投げる。
どらきゅら（ドラキュラ伯爵）
左投左打。投攻守すべてに非凡な才能がある。夜になるとBボタンを押すと飛行できる（飛行中にAボタンを押すと地上に降りる）。球速C、左変化B、右変化B、トルネード投法。
ぬらりひょん（ぬらりひょん）
右投両打。変則投球フォームの投手として、エースで使用すべし。また幽体離脱が出来るため、タッチや本塁突入時に一定の確率で、野手や捕手をかいくぐってセーフにすることが出来る。体力D、球速E、左変化S、右変化S、トルネード投法。
ひとつめっこ（目玉おやじ〈ゲゲゲの鬼太郎〉）
左投左打。漫画のモデルそのままの顔が特徴。全てにおいて平均的な能力を持つ。走力D、体力E、球速D、左変化D、右変化C。
ふらんけん（フランケンシュタイン）
右投右打。一発屋で強肩のため、捕手として中軸打者で使用が良い。体当たりも出来るため、タッチや本塁突入時に一定の確率で、野手や捕手を突き飛ばしてセーフにすることが出来る。肩力B、体力C、球速A、左変化C、右変化E。つちのこバット使用。
まじょりん（魔女）
左投左打。チャンスに強い。走力D、体力F、球速E、左変化E、右変化C、腕をぐるぐる回して投げる。魔女らしくホウキを使用。
みいらまん（ミイラ）
右投右打。平均的な選手。砂地を減速せずに移動できるため、がんぺきグラウンドで重宝する。体力E、球速C、左変化E、右変化C、トルネード投法。つちのこバット使用。

### あまぞねす（ボス戦）所属の選手
じょいな（フローレンス・ジョイナー）
左投両打。1番・中堅手。俊足だが、失策あり。
すけばん（南野陽子）
左投両打。2番・左翼手。
あやこ（岡本綾子）
左投左打。3番・投手。腕をぐるぐる回して投げる。ゴルフクラブを使用。
あっこ（和田アキ子）
右投右打。4番・一塁手。かなりの長打で、打てばかなりの確率でホームラン。
だんぷ（ダンプ松本）
右投右打。5番・捕手。この選手もかなりの長打がある。
おばたり（オバタリアン）
右投右打。6番・三塁手。
くにい（山田邦子）
右投右打。7番・二塁手。
おじょお
左投左打。8番・遊撃手。お嬢様風の女性。意外性のある打撃をする。
ままごん
右投右打。9番・右翼手。眼鏡をかけた教育ママ風の女性。テニスラケットを使用。
わんれん
左投左打。控え選手。ワンレングス風の女性。